# Vorticità planetaria
Si dice vorticità planetaria o vorticità ambientale la vorticità associata al moto di rotazione di un pianeta. Se il pianeta ruota su se stesso con velocità angolare {\displaystyle \Omega }, a una certa latitudine {\displaystyle \Phi } la superficie ruota con velocità angolare {\displaystyle \omega =\Omega \sin(\Phi )}. 

## Descrizione
Quindi un fluido a riposo ha una vorticità perpendicolare alla superficie del pianeta e con modulo f dato da:
{\displaystyle f=2\omega =2\Omega \sin(\Phi )}
Spesso in climatologia e in meteorologia si considera la vorticità totale, chiamata anche vorticità assoluta, come somma di due contributi: la vorticità planetaria e la vorticità relativa alla superficie della Terra:
{\displaystyle \zeta _{abs}=f+\zeta _{rel}}
Questa espressione è comoda perché rende conto del fatto che quando un fluido si sposta in direzione meridionale, cioè nella direzione Sud-Nord, la vorticità planetaria cambia, e conseguentemente cambia la vorticità relativa, in modo che la somma dei due termini soddisfi la condizione di conservazione della vorticità potenziale. Se per esempio un vortice si sposta verso Nord la vorticità ambientale aumenta, e la vorticità relativa diminuisce, in modo che la loro somma resti uguale. 
Il termine f è anche chiamato parametro di Coriolis perché, se si considerano solo le componenti orizzontali (u, v) della velocità, la forza di Coriolis è data da:
{\displaystyle F_{c}=2\omega \times {\vec {u}}=f{\vec {k}}\times {\vec {u}}=fv-fu}
dove {\displaystyle {\vec {k}}} è il versore verticale.